# Mondim da Beira
Mondim da Beira es una freguesia portuguesa del concelho de Tarouca, en el distrito de Viseu con 5,26 km² de superficie y 786 habitantes (2011). Su densidad de población es de 149,4 hab/km².
Situada a orillas del río Varosa, Mondim da Beira fue capital de un municipio independiente, hasta su supresión en 1896.
En el patrimonio de la freguesia cabe destacar el pelourinho, símbolo de su antigua autonomía municipal, el arco de Paradela y el puente románico. Cuenta asimismo con una playa fluvial.